# Liběšovice
Liběšovice jsou vesnice, část města Blšany v okrese Louny. Nachází se asi tři kilometry severovýchodně od Blšan. Liběšovice jsou také název katastrálního území o rozloze 6,22 km². V katastrálním území Liběšovice stojí také částečně zaniklá vesnice Čárka.

## Historie
Krajina v okolí vesnice byla osídlena už v době bronzové, což dokládají nálezy sídliště a pohřebiště učiněné v roce 2019 při záchranném archeologickém výzkumu před výstavbou plynovodu Capacity4gas.
První písemná zmínka o vesnici pochází z roku 1281.

## Obyvatelstvo
Při sčítání lidu v roce 1921 zde žilo 478 obyvatel (z toho 231 mužů), z nichž bylo 27 Čechoslováků, 444 Němců a sedm cizinců. S výjimkou dvou evangelíků a patnácti židů se hlásili k římskokatolické církvi. Podle sčítání lidu z roku 1930 měla vesnice 509 obyvatel: 48 Čechoslováků, 457 Němců a čtyři cizince. Kromě římskokatolické většiny zde patřili dva lidé k evangelickým církvím, dvanáct k církvi izraelské a dva byli bez vyznání.
|                                                               | 1869 | 1880 | 1890 | 1900 | 1910 | 1921 | 1930 | 1950 | 1961 | 1970 | 1980 | 1991 | 2001 | 2011 | 2021 |
| ------------------------------------------------------------- | ---- | ---- | ---- | ---- | ---- | ---- | ---- | ---- | ---- | ---- | ---- | ---- | ---- | ---- | ---- |
| Obyvatelé                                                     | 378  | 373  | 372  | 395  | 474  | 478  | 509  | 256  | 244  | 233  | 202  | 170  | 156  | 150  | 149  |
| Domy                                                          | 54   | 57   | 62   | 71   | 87   | 92   | 110  | 97   | 123  | 66   | 65   | 63   | 63   | 67   | 76   |
| Počet domů z roku 1961 zahrnuje také domy místní části Siřem. |      |      |      |      |      |      |      |      |      |      |      |      |      |      |      |

## Obecní správa
Po zrušení patrimoniální správy se vesnice stala obcí v podbořanském okrese a od roku 1960 v okrese Louny. Od 1. ledna 1981 jsou vesnice částí města Blšany. V letech 1961–1980 k obci patřil Siřem.

## Hospodářství
Kolem vesnice vede plynovod Gazela vybudovaný v roce 2012. V letech 2019–2020 zde byl souběžně s ním postaven plynovod Capacity4gas.

## Pamětihodnosti
- kaple Nejsvětější Trojice na návsi
- socha svatého Judy Tadeáše
- Při archeologickém výzkumu v roce 2019 byla nalezena raně středověká studna datovaná do druhé poloviny sedmého století. Studna byla oproti tehdejšímu terénu hluboká 1–1,2 metru a zpevňovala ji dřevěná drážková konstrukce – čtyři svislé kůly v rozích byly vybaveny drážkami, do nichž byly zasunuty dubové fošny. Bednění je považováno za nejstarší dřevěnou konstrukci v severozápadních Čechách.[4]